# Echenais epixanthe
Echenais epixanthe är en fjärilsart som beskrevs av Hans Ferdinand Emil Julius Stichel 1910. Echenais epixanthe ingår i släktet Echenais och familjen Riodinidae. Inga underarter finns listade i Catalogue of Life.